# Sabrina Pagliero
Sabrina Lorena Pagliero López (Mendoza, Argentina, 21 de enero de 1994) es una jugadora de fútbol argentino femenino profesional. Juega como guardameta para el Club Atlético San Lorenzo de Almagro. En 2012, Sabrina Pagliero López jugó para la selección de Argentina en el Mundial Sub-20 Femenino.

## Torneos Ganados
- Evitas[2]
- Binacionales
- 2011: Romeo Nacional de Futsal (Tucumán)
- Mundial con la selección de Argentina[1]
- Sudamericano con la selección de Argentina
- Torneo Apertura 2021

## Trayectoria
2006: Club Atlético Huracán La Heras (Mendoza)
2006: Selección Argentina Sub-20
2012-2015: Club Sportivo Independiente Rivadavia
2014: Club La Cumbre
2016: Club Atlético San Lorenzo de Almagro (fútbol femenino)
2017: Selección Argentina Futsal